# Gens Sempronia
La gens Sempronia fue un conjunto de familias de la Antigua Roma que compartían el nomen Sempronio. Aparecen en los primeras décadas de la República en la familia patricia de los Sempronios Atratinos, aportando a lo largo de la historia a 15 magistrados epónimos; sin embargo, los Sempronios no reaparecen hasta finales del siglo IV a. C. cuando se diversifican en varias ramas de extracción plebeya. Tras los tribunados de la plebe de los Gracos desaparecen de los fastos durante un siglo y, ya durante el Imperio, miembros de diversas familias de la gens volvieron a alcanzar el consulado.
Uno de sus miembros, Aulo Sempronio Atratino, obtuvo el consulado en 497 a. C., sólo doce años después de la fundación de la República. Los Sempronio se dividieron en familias (cognomen) de los cuales los Atratino (Atratinus) fueron patricios, y el resto plebeyos: Aselión (Asellio), Bleso (Blaesus), Denso (Densus), Graco (Gracchus), Longo (Longus), Musca, Pitión, Rufo (Rufus), Rútilo (Rutilus), Sofo (Sophus) y Tuditano (Tuditanus).
En 1978 se encontró una lápida romana en El Prado, dentro del término municipal de Tíjola, Almería que testifica sobre la presencia de esta gens en la Hispania romana.